# Flugschriften
Flugschriften (Opuscoli) op. 300, è un valzer di Johann Strauss (figlio).
Anche il carnevale di Vienna del 1866 fu caratterizzato dalle danze scritte dai tre fratelli Strauss.
Il 18 febbraio, al Volksgarten di Vienna, il trio di fratelli presentò un totale di 22 novità (7 di Johann, 10 di Josef e 5 di Eduard). Solo nel carnevale del 1867 sarebbe stata battuta questa cifra, quando i tre fratelli comporranno un record di 25 nuovi brani.
Uno dei più bei valzer di Johann (dei tre scritti per il carnevale), fu composto e dedicato dal compositore al circolo di giornalisti Concordia per il loro ballo, domenica 21 gennaio, e il valzer venne intitolato Flugschriften (Opuscoli).
Insolitamente, Flugschriften, non ebbe la sua prima esecuzione nel corso del ballo per il quale fu scritto: quattro giorni prima, il 17 gennaio, Strauss aveva condotto la prima rappresentazione del valzer a un Ballo di Corte nella Rittersaal del Palazzo Imperiale (Hofburg) al cospetto dell'imperatore d'Austria Francesco Giuseppe I e dell'imperatrice Elisabetta di Baviera.